# Калаверас
Калаверас (на испански: Calaveras; букв. превод: „Черепи“) е окръг в Калифорния, Съединените американски щати.
Окръжният му център е град Сан Андреас.

## Население
Има с население от 40 554 души (2000).

## География
Окръг Калаверас е с обща площ от 2685 км2 (1037 мили2).

## Градове и други населени места
- Арнолд
- Вали Спрингс
- Дорингтън
- Ейнджелс Кемп
- Копърополис
- Маунтин Ранч
- Мърфис
- Ранчо Калаверас
- Рейл Роуд Флат
- Сан Андреас
- Уест Пойнт
- Уолъс
- Форест Медоус